# Pseudocercospora psidii
Pseudocercospora psidii är en svampart som först beskrevs av Rangel, och fick sitt nu gällande namn av R.F. Castañeda & U. Braun 1989. Pseudocercospora psidii ingår i släktet Pseudocercospora och familjen Mycosphaerellaceae.   Inga underarter finns listade i Catalogue of Life.